# 维莱拉蒙塔涅
维莱拉蒙塔涅（法語：Villers-la-Montagne，法語發音：[vilɛʁ la mɔ̃taɲ]）是法国默尔特-摩泽尔省的一个市镇，位于该省北部，属于布里埃区。

## 地理
维莱拉蒙塔涅（49°28'15"N, 5°49'17"E）面积18.12 平方千米，位于法国大東部大區默尔特-摩泽尔省，该省份为法国东北部内陆省份，是洛林的一部分，北邻比利时、卢森堡，北起顺时针与摩泽尔省、下莱茵省、孚日省和默兹省接壤。
与维莱拉蒙塔涅接壤的市镇（或旧市镇、城区）包括：布雷安拉维尔、舍尼耶尔、欧库尔-穆莱讷、于西尼-戈德布朗日、莱镇、莫尔方丹、蒂耶尔瑟莱。
维莱拉蒙塔涅的时区为UTC+01:00、UTC+02:00（夏令时）。

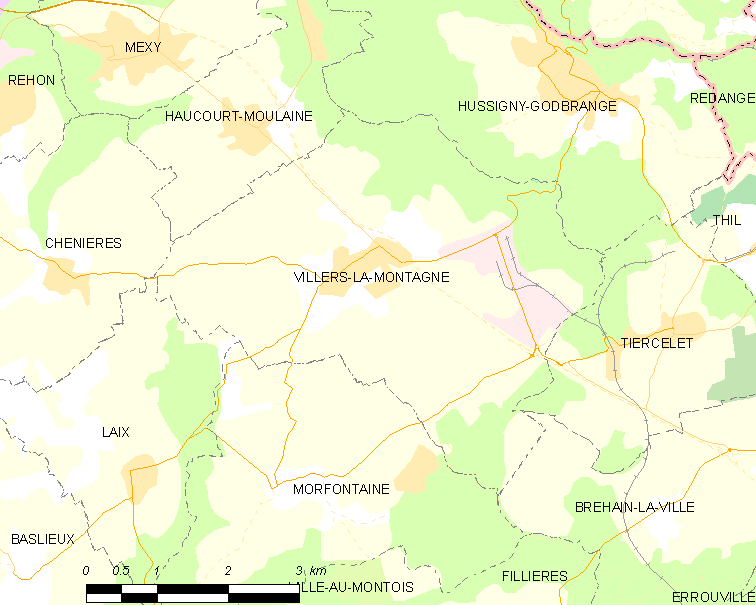
维莱拉蒙塔涅的OSM定位图

## 行政
维莱拉蒙塔涅的邮政编码为54920，INSEE市镇编码为54575。

## 政治
维莱拉蒙塔涅所属的省级选区为维勒吕县。

## 人口

1962-2008年间维莱拉蒙塔涅人口变化图示

维莱拉蒙塔涅于2022年1月1日时的人口数量为1562人。